# Joseph Ludwig Marenzi von Tagliuno und Talgate

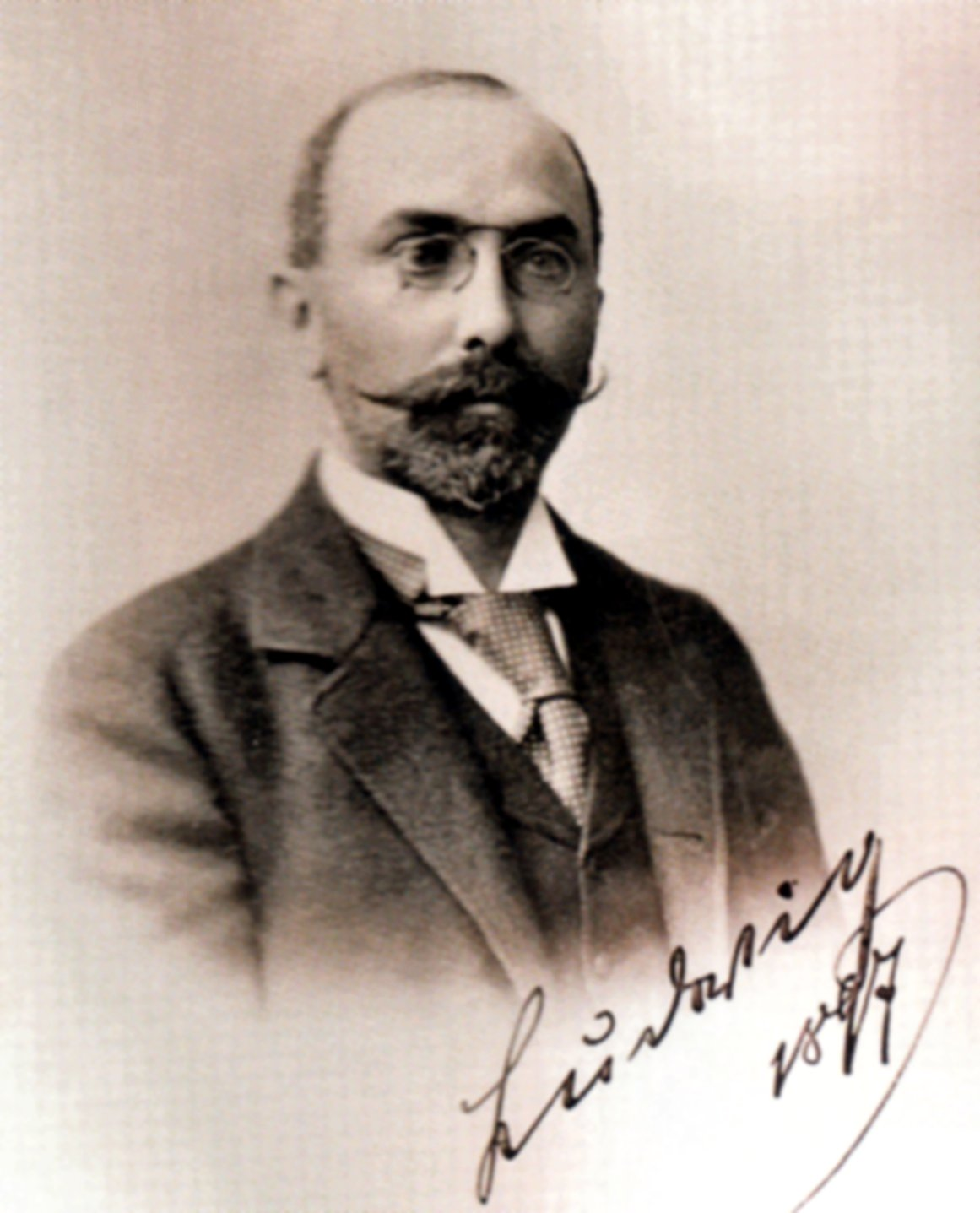
Joseph Ludwig Marenzi 1897

Joseph Ludwig Karl Franz Maria Graf Marenzi von Tagliuno und Talgate, Markgraf von Val Oliola, Freiherr von Marenzfeld und Scheneck (* 8. Dezember 1853 in Triest, Kaisertum Österreich; † 29. November 1935 ebenda), war k. u. k. Kämmerer und ein hoher österreichischer Beamter, Sektionschef und Direktor der Kanzlei des Herrenhauses aus der Familie Marenzi.

## Leben
Er war der zweite Sohn von Franz Anton Marenzi von Tagliuno und Talgate (1805–1886) und dessen Ehefrau Virginie geb. Putzer von Reibeck (1825–1898). Joseph Ludwig trat nach Absolvierung des Jesuitenkollegs in Wien in den Staatsdienst und war von 1902 bis zu seiner frühzeitigen Pensionierung 1910 Sektionschef und Direktor der Kanzlei des Herrenhauses. Sein Vorgesetzter war Fürst Alfred zu Windisch-Grätz. Leiter seiner Kanzlei war Karl Renner, später erster Staatskanzler der Republik Österreich und nach dem Zweiten Weltkrieg Bundeskanzler ebenda. Nach seiner Pensionierung zogen er und Olga in die Casa Marenzi nach Triest. Seine Gattin starb als letztes Familienmitglied in diesem Hause.

## Familie

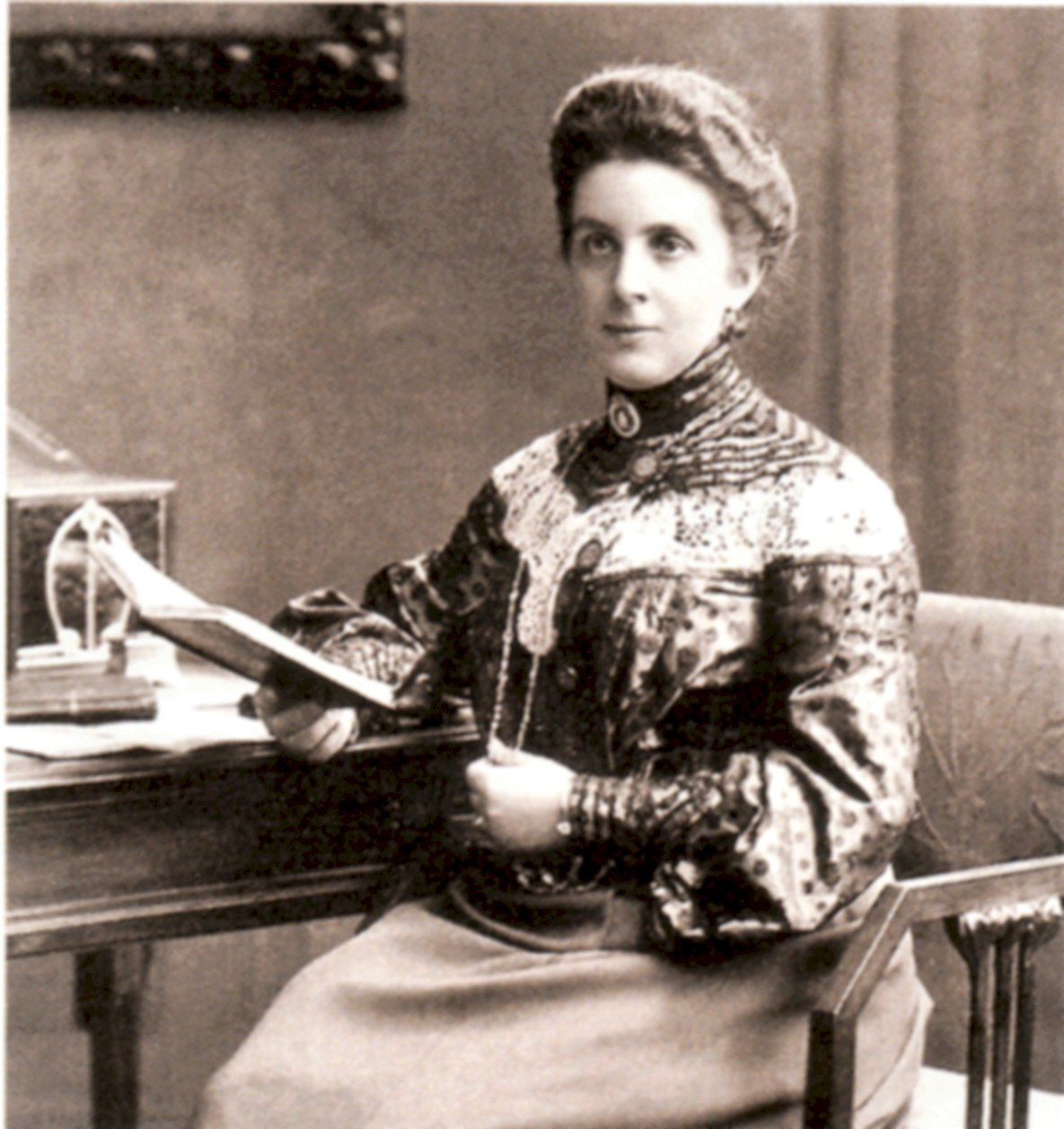
Gräfin Olga Alberti von Poja um 1900

Joseph Ludwig vermählte sich am 30. April 1887 mit Olga Gräfin Alberti di Poja (* Triest 9. Juni 1866;  † 19. Februar 1957 ebenda). Einer seiner drei Söhne, Franz Emil Joseph Ludwig (* 31. Januar 1888 in Wiener Neustadt; † 2. November 1983 in Wien) heiratete Desideria (1900–1999), Tochter des k. u. k. Kavalleriegenerals Anatol Graf von Bigot de Saint-Quentin.

## Auszeichnungen
- Österreichisch-kaiserlicher Leopold-Orden
- Russischer Sankt-Stanislaus-Orden